# Miguel Otero (futbolista)
Miguel Otero Palacios (José Leonardo Ortiz, Chiclayo, 10 de junio de 1990) es un futbolista peruano. Juega de centrocampista y actualmente está sin equipo. Tiene 34 años.

## Clubes
| Club                                 | País | Año         |
| ------------------------------------ | ---- | ----------- |
| Juan Aurich                          | Perú | 2007 - 2009 |
| Defensor San José                    | Perú | 2009 - 2010 |
| Juan Aurich                          | Perú | 2010 - 2011 |
| Los Caimanes                         | Perú | 2012        |
| Willy Serrato                        | Perú | 2012 - 2013 |
| Universidad Señor de Sipán           | Perú | 2013 - 2014 |
| Sport Loreto                         | Perú | 2014 - 2015 |
| Alianza Vista Alegre                 | Perú | 2015 - 2016 |
| Sport Chavelines                     | Perú | 2016 - 2017 |
| ADA                                  | Perú | 2017 - 2018 |
| Carlos Stein                         | Perú | 2018 - 2019 |
| Deportivo Llacuabamba                | Perú | 2019        |
| Universidad Nacional de Huancavelica | Perú | 2021        |
| Estrella del Sur                     | Perú | 2022        |

## Palmarés
| Título                     | Club         | País | Año  |
| -------------------------- | ------------ | ---- | ---- |
| Copa Perú                  | Juan Aurich  | Perú | 2007 |
| Campeonato Descentralizado | Juan Aurich  | Perú | 2011 |
| Copa Perú                  | Sport Loreto | Perú | 2015 |

- Datos: Q6014883